# Frische Erdbeeren
Frische Erdbeeren ist ein Lied des deutschen Partyschlagersängers Honk! in Kollaboration mit dem Musiker Heino aus dem Jahr 2023.

## Hintergrund
Nachdem Heino am 15. September 2023 das Album Lieder meiner Heimat mit Coverversionen von Ballermann-Hits herausgebracht hat, erschien am 21. September 2023 die digitale Single Frische Erdbeeren, eine Kollaboration mit dem Partyschlagersänger Honk!
Heino wurde von Hinnerk Baumgarten in einem Interview bei DAS! gefragt, ob er wirklich schon früher immer „Nutten, Koks und frische Erdbeeren“ in seiner Garderobe haben wollte, woraufhin er augenzwinkernd antwortete, dass er das gesagt hätte, aber Erdbeeren immer schlecht zu kriegen gewesen wären.
Die Aussage „Nutten, Koks und frische Erdbeeren“ von Heino dienten Mary Roos und Wolfgang Trepper als Name für ihr gemeinsames Programm, mit dem sie von 2015 bis 2019 auf Tour waren. In dieser Show zerlegten sie als „Schlagerhasser“ die Produkte des Genres. Seit 2020 wurde die Tour mit Mehr Nutten, mehr Koks – scheiß auf die Erdbeeren fortgesetzt.
Am 21. September 2023 wurde das Lied offiziell auf YouTube hochgeladen und zählte bis April 2024 über 310 Tausend Aufrufe.